# 燕山站 (北京地铁)
燕山站是一个位于中国北京市房山区迎风街道燕房路，属于北京地铁燕房线的地铁车站，截止2024年也是北京地铁线网最西端车站。燕山站于2015年实现结构封顶，2017年12月30日随燕房线主线通车投入使用。

## 位置
燕山站位于西南六环外的房山新城燕房组团，燕房路路中，北侧为燕山医院。

## 车站结构

### 车站楼层
燕山站为高架三层车站，两柱三跨结构，建筑面积4536平方米。地面层设置变电所，二层为站厅和设备间，三层为岛式站台。
| 地上三层 站台层 |                              | █ 燕房线终点站 落客月台                  |
| 地上三层 站台层 | 岛式站台，左側開门           |                                          |
| 地上三层 站台层 | █ 燕房线往阎村东（房山城关） |                                          |
| 地上二层 站厅层 | 站厅                         | 客务中心、自动售票机、进出站闸机、设备间 |
| 地面层          | 地面                         | A-B出入口、变电所                        |

### 站厅
燕山站的站厅位于车站二层，付费区布置在站厅两端。卫生间和通往站台的直梯均位于北付费区内。

### 站台
燕山站设1个岛式站台，位于车站三层，全部站台均装有半高屏蔽门。站台中部设置有封闭式候车室，候车室两侧为直梯和监察亭，站台两端均设有艺术墙，其中北端艺术墙通过交错的管道展现燕山石化工业现代化的进程，并由一段从画面中引出的管道充当候车乘客座椅；南端艺术墙则设计为石花洞内的钟乳石图案。

站台全景图（2018年1月摄）

## 出入口
本站设有A、B两个出入口，这两个出入口分别位于燕房路北侧和南侧，且均设有升降电梯。
|                           |        |                                                                        |      |            |
| 编号                      | 指示   | 建议前往目的地                                                         | 照片 | 无障碍设施 |
| 出口 · A · 1 · 升降机标志 | 燕房路 | 燕房路（东侧）、燕山社区卫生服务中心、燕山疾病预防控制中心、燕山体育馆 |      |            |
| 出口 · A · 2              | 燕房路 | 燕房路（东侧）、燕山社区卫生服务中心、燕山疾病预防控制中心、燕山体育馆 |      | 不適用     |
| 出口 · B · 1              | 燕房路 | 燕房路（西侧）、北京师范大学燕化附中、北京教科院向阳中学、宏塔公园     |      | 不適用     |
| 出口 · B · 2 · 升降机标志 | 燕房路 | 燕房路（西侧）、北京师范大学燕化附中、北京教科院向阳中学、宏塔公园     |      |            |
| 註： 設有                 |        |                                                                        |      |            |

## 图集
- 站厅（2018年）
- 站厅（2023年）
- 站台（2018年）
- 站台（2023年）
- 航拍燕山站
- 航拍燕山站
- 燕房线结尾处
- 终点站